# 劉玭
劉玭（1409年—1464年），字求素，號雙林，江西吉安府安福縣人，儒藉。明朝政治人物。進士出身。

## 生平
江西鄉試第十二名。正統四年（1439年）己未科會試第二十九名，殿試登進士第三甲第十四名，授莆田縣知縣，后升任刑部主事、刑部員外郎，因被誣陷，戍守遼陽。

## 家族
曾祖父劉彥中。祖父劉子定。父亲劉直清。